# Serezaner
Los Serezaner (en alemán: Serezaner, en croata: serežani, en serbio: сережани) eran una unidad de policía militar del imperio de los Habsburgo en Lika, en la frontera militar croata. El nombre es derivado de Sarracenos ("Habitantes de tiendas de campaña").
Las tropas Serezaner se establecieron después del Tratado de Karlowitz (1699). Tenía deberes militares y policiales. Los miembros no eran remunerados, pero fueron liberados de pagar todos los impuestos. Como una unidad irregular, llevaban trajes típicos en lugar de uniformes militares. Durante el siglo siguiente, cada regimiento tenía una sección de serežani, dirigido por un oberbaša o harambaša (sargento), varios unterbaša (cabo) y vicebaša (soldados de primera). Organizaron patrullas fronterizas hacia Bosnia, particularmente en terrenos difíciles, y detuvieron las incursiones de bandidos. Requerían un amplio conocimiento del territorio, buena puntería y estar constantemente en armas. También mantuvieron el orden público en el área de su regimiento. También había unidades de caballería serežan que servían de escolta a los altos oficiales de los regimientos de la frontera, llevaban órdenes urgentes y realizaban tareas especiales de patrulla.
Desde 1871, el cuerpo de Serezaner prestaron el servicio de gendarmería en la antigua frontera militar y quedaron subordinados al comando general en Agram. En 1881 se incluyeron en la gendarmería real húngara.

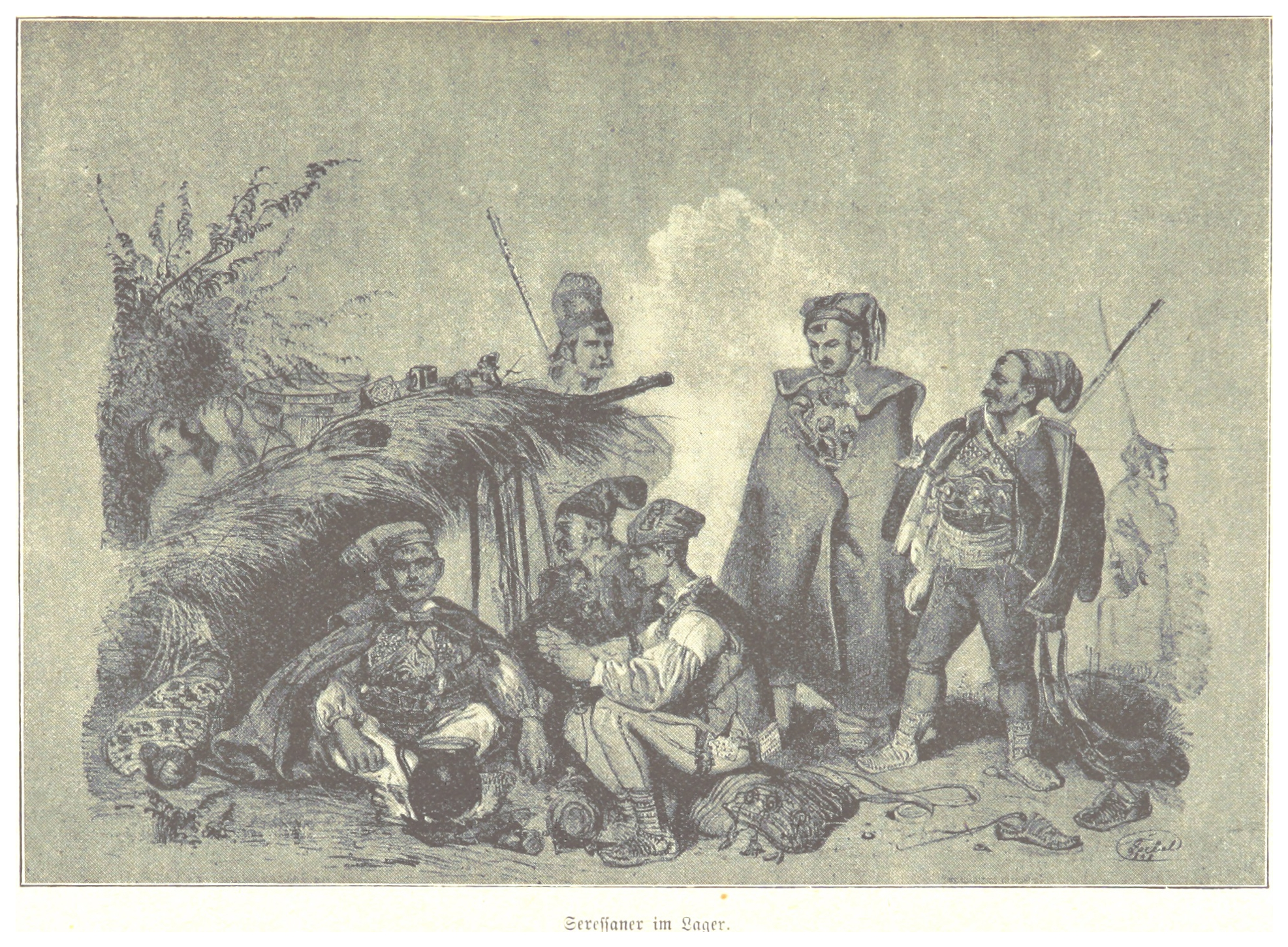
Ilustración de un grupo de Serezaner durante las revoluciones de 1848.